# Fains-la-Folie
Fains-la-Folie település Franciaországban, Eure-et-Loir megyében. Lakosainak száma 342 fő (2018. január 1.). Fains-la-Folie Éole-en-Beauce, Villeau, Les Villages Vovéens, Sancheville, Neuvy-en-Dunois, Voves, Viabon és Baignolet községekkel határos.

## Népesség
A település népességének változása:
| Lakosok száma | 384  | 355  | 281  | 286  | 264  | 325  | 320  | 313  | 343  | 342  |
|               | 1962 | 1968 | 1982 | 1990 | 1999 | 2008 | 2011 | 2013 | 2017 | 2018 |